# R-107
Das R-107 ist ein in der damaligen Sowjetunion entwickeltes Tornisterfunkgerät, das in großen Stückzahlen produziert wurde. Neben der Sowjetarmee setzten auch zahlreiche andere Streitkräfte, aber auch paramilitärische und zivile Organisationen dieses Funkgerät ein. Das R-107 löste die Typen R-105, R-108 und R-109 ab. Gegenüber diesen zeichnet es sich durch einen größeren Frequenzbereich und die Abstimmung im Kanalraster aus. Die Weiterentwicklung R-107M war im Gegensatz zum Ursprungstyp R-107 vollständig mit Halbleitern aufgebaut.
Das R-107 dient zur Übertragung von Sprachinformationen. Es arbeitet im Ultrakurzwellenbereich und nutzt als Modulationsart die Frequenzmodulation. Der  Frequenzbereich von 20 bis 52 MHz ist in zwei Bänder von 20 bis 36 MHz und 36 bis 52 MHz. Der gesamte Frequenzbereich ist in 1231 Kanäle mit einem Abstand von 25 kHz unterteilt, dabei können vier Frequenzen voreingestellt werden. Der Frequenzbereich fasst damit die Bereiche der Vorgängertypen R-105, R-108 und R-109 zusammen, was den Aufbau von Funknetzen erleichterte, die Abstimmung im Kanalraster vereinfachte die Bedienung. Neben dem Einsatz als Endgerät ist auch eine Nutzung als Relaisstation möglich.
Bei der Weiterentwicklung R-107T, die auf Basis des R-107 entstand, wird die Sende- bzw. Empfangsfrequenz digital angezeigt.
Die Weiterentwicklung R-107M unterscheidet sich von der Ursprungsausführung R-107 durch den vollständigen Aufbau mit Halbleitern und damit durch verringerte Gewichte. Das Funkgerät kann sowohl in der Bewegung, von einer Person getragen, als auch stationär oder in Fahrzeugen eingerüstet betrieben werden. Das Gerät kann mit entsprechenden Sprechgarnituren oder Feldfernsprechern wie dem TA-57 fernbedient werden. Beim R-107M ist auch Telegrafiebetrieb möglich, eine Morsetaste kann dazu auf dem Gehäuse befestigt werden.
Das R-107 bzw. R-107M kam in vielen Führungsfahrzeugen und Funkgerätesätzen zum Einsatz. Mit dem Export dieser Fahrzeuge gelangte das Funkgerät auch in zahlreiche andere Streitkräfte. Daneben nutzten paramilitärische Organisationen wie die Gesellschaft für Sport und Technik der DDR oder die sowjetische DOSAAF das Funkgerät für die vormilitärische Ausbildung.

## Technische Daten
|                       | R-107/R-107T | R-107M      | Bemerkung                                   |
| --------------------- | ------------ | ----------- | ------------------------------------------- |
| Sendeleistung, Watt   | 1            | 1 bis 5     |                                             |
| Empfindlichkeit, µV   | 1,5          | 1,5         | bei einem Signal-Rausch-Verhältnis von 10:1 |
| Reichweite, km        | 6            | 6           | mit Kulikow-Antenne                         |
| Reichweite, km        | 25           | 25          | mit längeren Antennen, stationärer Betrieb  |
| Gewicht, kg           | 21,5         | 11          | arbeitsbereit                               |
| Gewicht, kg           | 39,5         | 18,5        | mit Transportkasten                         |
| Abmessungen, mm       | 375×185×270  | 340×395×270 |                                             |
| Temperaturbereich, °C | −40 bis +50  | −40 bis +50 |                                             |

Beim R-107 und R-107T kommen zwei Sätze Nickel-Cadmium-Akkumulatoren 2KNP20 (2КНП-20) bzw. vier KN-14 (КН-14) mit einer Nennspannung von 4,8 Volt zum Einsatz. Beim R-107 liegt die maximale Betriebszeit bei 12 Stunden, wobei das Gerät dabei 5 % der Zeit im Sendebetrieb arbeiten kann.
Beim R-107M kommen drei Sätze Nickel-Cadmium-Akkumulatoren 2KNP20 (2КНП-20) bzw. 2NKP-24 (2НКП-24) mit einer Nennspannung von 6,6–7,8 Volt zum Einsatz.